# Sallingbanen
Sallingbanen – også kendt som Skive-Glyngøre Banen eller Glyngørebanen – var en dansk statsbane mellem Skive og Glyngøre.

## Historie
Jernbanen fra Langå kom til Skive 17. oktober 1864. 18. december 1870 blev Skive Havnebane taget i brug. I 1875 forsøgte Staten at få Sallingbanen anlagt som privatbane med statstilskud. Det lykkedes ikke, og i 1881 valgte man den modsatte model, hvor banen blev anlagt som statsbane mod at kommunerne gav tilskud. Anlægsarbejdet startede i efteråret 1882, og banen blev indviet 14. maj 1884.
Sallingbanen benyttede det første stykke af havnebanen, men efter broen over Skive Å grenede den fra til Skive Holdeplads. Trafikken på Sallingbanen var medvirkende til, at Skive station i 1888 måtte erstattes af en større lidt længere mod øst.
I Glyngøre havde staten i 1873 anlagt en færgehavn, hvorfra en færgerute til Nykøbing Mors blev drevet af Nykøbing Kommune. Efter oprettelsen af Sallingbanen overtog Statsbanerne færgeruten 1. april 1885. Der blev bygget nye færgelejer og en stor jernbanestation i Nykøbing, så der 1. oktober 1889 kunne åbnes en jernbanefærgerute over Sallingsund og sejles godsvogne til og fra Mors.
Skive-Vestsalling Jernbane (1924-66) benyttede Sallingbanens spor mellem Skive H og Skive Nord, men havde separat spor fra Skive Nord. Herfra fulgtes de to baner ad på et bredt fælles tracé indtil de skiltes ved Resen.
I næsten hundrede år havde Skive en rebroussementsstation, hvor togene skulle bakke ud til hovedsporet for at komme videre til Struer, men i 1962 ændrede man Langå-Struer-banens linjeføring og byggede en ny gennemkørselsstation syd for byen. De to Sallingbaner fulgte med og fik ny linjeføring i en stor bue vest om byen, hvor de delte spor på de første 3,1 km til det nye Skive Nord trinbræt. Herfra fortsatte de på hver sit spor indtil de nåede det gamle tracé omtrent hvor rute 26 og rute 551 i dag mødes i en stor rundkørsel.

## Strækningsdata
- Åbnet: 15. maj 1884
- Længde: 28,6 km – fra 2. februar 1962 efter ændret linjeføring ved Skive: 29,6 km
- Sporvidde: 1.435 mm
- Skinner: 17,5 kg/m, i 1898 udskiftet til 22,5 kg/m og i 1931-35 til 37 kg/m
- Maksimalhastighed: først 45 km/t, fra 15. maj 1938 75 km/t
- Nedlagt: 23. maj 1971 – godstrafik Skive-Glyngøre til 18. december 1979. Godstrafik til Nykøbing ophørte allerede 1. oktober 1977, selvom Sallingsundbroen først blev færdig 30. maj 1978

## Standsningssteder
- Skive station (Sk) i km 0,0. Fra 23. maj 1927 Skive H eller Skive Hovedbanegård, 2. februar 1962 flyttet, fra 28. maj 1972 igen Skive station (uden H) – forbindelse med Langå-Struer-banen.
- Skive holdeplads (Ski) i km 0,8[2]), fra 1. maj 1922 Skive Nord station, fra 2. februar 1962 erstattet af Skive Nord trinbræt (km 3,1 fra den ny Skive H) – forbindelse med Vestsallingbanen.

Den ny linjeføring gennem Skive var 1 km længere end den gamle, så efter 1962 skal der lægges 1 km til nedenstående km-tal:
- Dølbyvad billetsalgssted i km 5,8. Trinbræt fra 1. januar 1939, nedlagt 3. juni 1956.
- Lyby holdeplads (Yb) i km 9,2. Fra 1. maj 1922 station, fra 30. maj 1965 trinbræt.
- Jebjerg station (Jr) i km 12,8.
- Roslev station (Rl) i km 17,2.
- Tinghøj trinbræt (Tht) i km 19,5 15. maj 1929 - 27. maj 1967.
- Durup station (Dp) i km 22,6.
- Bysted trinbræt (Byt) i km 25,3 1. august 1925 - 27. maj 1967.
- Glyngøre station (Gy) i km 28,6.
- Nykøbing Mors station (Ny).

### Bevarede stationsbygninger
Stationsbygningerne undtagen de gamle Skive H og Skive Nord er bevaret (Jebjerg dog stærkt ombygget). De er tegnet af N.P.C. Holsøe undtagen Glyngøre, der er tegnet af Thomas Arboe.
- Lyby: Intrupvej 1
- Jebjerg: Jernbanealle 10
- Roslev: Jernbanegade 42
- Durup: Mølkærvej 3
- Glyngøre: Museumstorvet 7-11

## Driften
Enkelte tog kørte fra midten af 1950'erne hele vejen fra Glyngøre til Århus H. I den forbindelse kom der også 1. klasse i Sallingbanens tog.
Sallingbanens lukningsdato blev lidt tilfældigt bestemt af et snevejr: 14. december 1979 sneede banen til, og da man ikke kunne køre, lukkede man 18. december for indskrivning af vognladningsgods – og lukkede aldrig op igen!

## Strækninger hvor banetracéet er bevaret
Banen er officielt aldrig blevet nedlagt – der kører bare ikke tog. 3. januar 1985 begyndte man at tage sporet op ved Glyngøre, hvor Sallingsund Kommune var interesseret i at udvikle havneområdet. Sporet blev på resten af strækningen taget op i 1986-87.
29½ km af banens tracé er bevaret, heraf 1 km på den gamle linjeføring i Skive. Salling Natursti følger banetracéet på 28 km, dvs. hele banestrækningen med to undtagelser: i Glyngøre, hvor der er bygget på tracéet, og ved Skives nordlige udfaldsveje, hvor der er anlagt rundkørsel på tracéet, og naturstien i stedet tager en afstikker gennem Skive-forstaden Vinde.
- Sallingbanen benyttede havnebanens spor til broen over Skive Å og grenede derefter fra til Skive Nord
- Det brede bevarede tracé langs Nørre Boulevard i Skive – her gik indtil 1962 Vestsallingbanen tv. og Sallingbanen th.
- Det nye tracè fra 1962 starter ved Skive Station
- De to Sallingbaners fælles tracé under Vindevej i Skive
- Efter Skive Nord trinbræt gik der to spor under Dølbyvej
- De to baner har delt sig – her ved Skive Golfklub var Sallingbanen alene
- Salling Natursti gennem Lyby
- Efter Durupvej i Glyngøre er der bygget på tracéet